# Schnelleinsatzeinheit Wasser Ausland

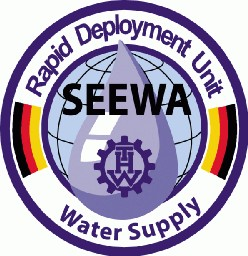
Logo der Schnell-Einsatz-Einheit Wasser Ausland des THW

Die Schnell-Einsatz-Einheit Wasser Ausland (SEEWA, englische Bezeichnung: Rapid Deployment Unit Water Supply) des Technischen Hilfswerks ist eine taktische Einheit zur notfallmäßigen Wasserversorgung durch Wasseraufbereitung nach dem WHO-Standard WatSan. Sie ist mit ihren 162 Helfern weltweit einsetzbar und sechs Stunden nach Alarmierung zum Abflug bereit, die Alarmierung erfolgt in der Regel durch das Bundesministerium des Innern oder das Auswärtige Amt.

## Aufgaben
Die SEEWA führt erst eine Erkundung durch, um einsatzrelevante Informationen zu gewinnen. Der Bedarf an Trinkwasser, die Möglichkeiten der Logistik und die Ressourcen an Rohwasser, die benötigt werden, um Trinkwasser herzustellen, werden festgestellt.
Dann führt die SEEWA ihre eigentliche Aufgabe, die Wasseraufbereitung, durch, überprüft die Wasserqualität und kümmert sich auch um die Wasserverteilung. Weitere Einsatzoptionen sind Brunnenrehabilitation und Leitungsbau. Des Weiteren berät die SEEWA auch Betroffene, um ein eigenständiges Wasserversorgungssystem aufzubauen und so eine Rehabilitation im Schadensgebiet zu erzeugen.

## Geschichte und Entstehung
Auf der Messe rescue 2004 wurde die Schnell-Einsatz-Einheit Wasser Ausland von der damaligen Staatssekretärin im Innenministerium Ute Vogt in Dienst gestellt. Ziel war es, möglichst schnell und flexibel auf Katastrophen und Ereignisse reagieren zu können.

## Module/Standorte
Es gibt zurzeit drei einsatzbereite Module im THW. Jedes Modul stellt eine Gruppe, hierbei ist zu beachten, dass alle Funktionen fünffach besetzt sind, so dass der Gesamtpersonalbestand insgesamt ca. 70 Personen pro Modul beträgt.
Standort des Moduls Süd ist Blaubeuren in Baden-Württemberg, das Modul Mitte ist in Göttingen in Niedersachsen stationiert und das Modul Nord in Neumünster in Schleswig-Holstein.

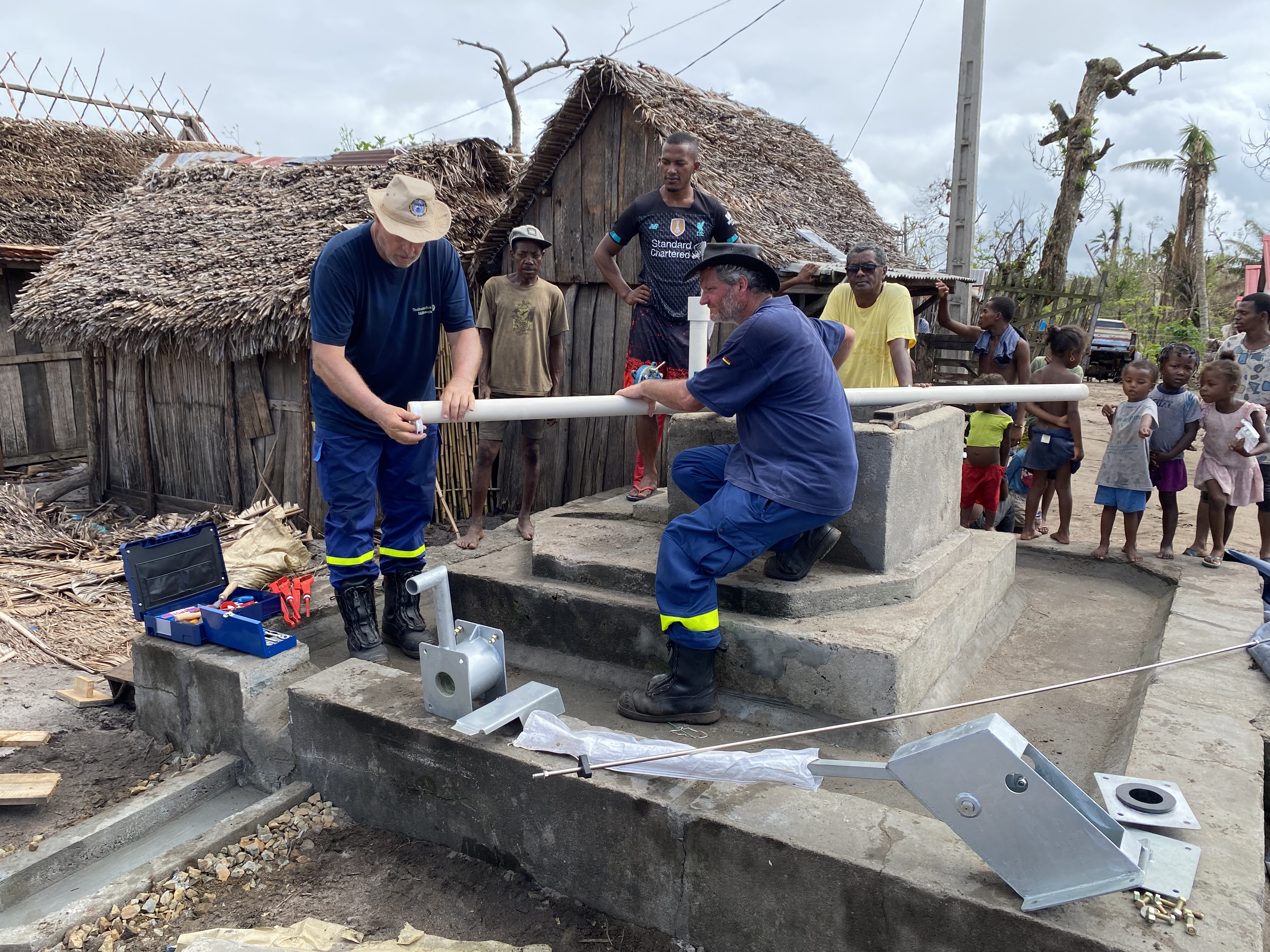
SEWA-Einheit beim Bau von Brunnen

## Fahrzeuge/Ausstattung
Die SEEWA nimmt normalerweise keine Fahrzeuge mit ins Ausland, da sonst die schnelle Reaktion gefährdet wäre und so auch finanzielle Ressourcen verschwendet werden würden. Bei längerfristigen Einsätzen werden ggf. Fahrzeuge anderer Gruppen des THWs nachgeführt.

### Anlagen
Die SEEWA verfügt über verschiedene Filteranlagentypen:
- 3 Stück TWA Kärcher RO 700 mit < 0,7 m³/h mittels Umkehrosmose,
- 7 Stück WTC 5000 Kärcher Ultrafiltration 5 m³/h mittels Ultrafiltration 0,02 μm.

### Sonstige Ausstattung
Die sonstige Ausstattung umfasst:
- Campausstattung,
- Führungsausstattung,
- Laborausstattung,
- Elektroausstattung,
- Reha Ausstattung (Infrastruktur),
- Reha Ausstattung (Brunnen),
- Medizinische Ausstattung.

Die gesamte Ausstattung wird im Logistikzentrum des THW in Hilden vorgehalten.

## Personal/Stärke
Das Personal besteht aus zehn Einsatzkräften je Team (Stärke: 1/2/11//14), die alle die arbeitsmedizinische Vorsorgeuntersuchungen nach Grundsatz G35 bestanden haben müssen. Darunter sind ein Einsatzleiter (Team Leader SEEWA), ein Technischer Leiter (Chief of Operations SEEWA), ein Logistiker (Logistics Officer SEEWA) und diverse Fachhelfer.
Fachpersonal gibt es in den folgenden Funktionen:
- Labor,
- Rohrleitungsbau,
- Bau,
- Mechanik,
- Elektrik,
- Medizin,
- Logistik,
- Brunnenrehabilitation,
- Sanitärversorgung
- Technik

Ein Einsatz ist aber auch in geringerer Stärke z. B. mit zwei Personen für die Erkundung denkbar.

## SEEWA-Einsätze
- 2004: in Sri Lanka: Ein 16-köpfiges Helferteam stellte beim Seebeben im Indischen Ozean 2004 zeitweilig die Trinkwasserversorgung sicher. Das Team traf am 29. Dezember 2004 in Sri Lanka ein und betrieb im Distrikt Galle zwei Trinkwasseranlagen mit einem Leistungsvermögen von jeweils 6 m³/h. Mehrere Gruppen waren in Indonesien auf der Insel Simelue im Trinkwasseraufbereitungseinsatz.
- 2005: in Pakistan: Mehrere Gruppen waren im Oktober und November 2005 nach den schweren Erdbeben in Kaschmir 2005 in Pakistan im Einsatz.
- 2006: im Libanon;
- 2007: in Ghana und Uganda;
- 2008: in China und Birma;
- 2009: in Burkina Faso und in Indonesien (Sumatra);
- 2010: in Haiti und in Pakistan;
- 2013: auf den Philippinen;
- 2014: in Bosnien und Serbien nach den Überschwemmungen auf dem Balkan 2014;
- 2015: in Nepal nach dem Erdbeben im Himalaya;
- 2019: in Mosambik nach dem Zyklon Idai;
- 2022: in Madagaskar nach dem Zyklon Batsirai.